# 政治与社会学刊
《政治与社会学刊》是一本由Helvidius Group的本科生會員每年發行一次的社會科學學術期刊。這個學術期刊由美国哥伦比亚大学所監督。